# DubaiSat-2
DubaiSat-2 — второй спутник дистанционного зондирования Земли, созданный и эксплуатирующийся Эмиратским институтом науки и перспективных технологий из ОАЭ (Emirates Institution for Advanced Science and Technology). Запущен 21 ноября 2013 года конверсионной ракетой «Днепр» из космодрома Ясный в Оренбургской области. По данным разработчика, на март 2014 года работоспособен и находится на солнечно-синхронной орбите высотой 600 км. Спутник может получать изображения земной поверхности с разрешением до 1 м и передавать их на Землю по радиоканалу.

## История создания
После запуска в 2009 году DubaiSat-1 команда инженеров из ОАЭ при помощи специалистов из Южной Кореи приступила к созданию следующего спутника. Некоторые работы по разработке спутника на 100 % выполнялись арабскими специалистами. При проектировании активно применялись технологии, получившие летную квалификацию на DubaiSat-1.

## Конструкция[2]
- Корпус космического аппарата DubaiSat-2 выполнен в виде шестиугольной призматической рамы. Со стороны, обращённой к солнцу, в виде X-образного креста расположены солнечные батареи и солнечный экран. С другой, ориентированной на Землю, располагается фотоаппаратура и антенны для передачи и приёма радиокоманд и данных.
- Электрооптическая аппаратура может получать изображения с разрешением до 1 м в панхроматическом режиме и до 4 м в мультиспектральном с полосой съёмки шириной 12,2 км.
- Электропитание аппарата осуществляют 4 солнечных батареи суммарной мощностью в 450 Вт и литий-ионные аккумуляторы. Специальный блок питания, состоящий из двух ступеней, обеспечивает бортовой аппаратуре питание постоянного тока −15В, −12В, +5В, +12В и +15В. Система электропитания контролируется бортовым компьютером.
- Основная подсистема управления и передачи данных Command and Data Handling Subsystem (C&DH) обеспечивает передачу данных внутри аппарата по CAN сети со скоростью 500 кбит/с.
- Подсистема контроля высоты орбиты и наклонения Attitude and Orbit Control Subsystem (AOCS) обеспечивает разворот основной камеры аппарата на 60 градусов за 90 секунд.
- Подсистема передачи данных Telecommunications Subsystem (TS) позволяет обмениваться данными с наземным центром управления с использованием передатчика S диапазона и 32 kbps модулятора/демодулятора.
- В камере используется десятибитная CCD TDI матрица, которая формирует первичное изображение для дальнейшей обработки и передачи.
- Двигательная подсистема представлена электрореактивным двигателем Холла Hall Effect Propulsion System (HEPS), использующем в качестве рабочего тела ксенон. При потребляемой мощности в 300 Вт двигатель может развивать тягу в 7 мН. Начальная масса рабочего тела 2 кг. Двигатель для DubaiSat-2 был предоставлен японским космическим агентством JAXA и близок к использованному в космическом зонде «Хаябуса».

## Наземный сегмент[3]
Наземный сегмент состоит из основной станции управления и некоторых других вспомогательных станций.
- Основная станция управления Main Mission Control Station (MCS) расположена в Дубае, ОАЭ.
- Вспомогательные станции ретрансляции сигналов управления Subsidiary MCS могут находиться на объектах не принадлежащих владельцу КА.
- Основная станция приёма изображений Main Image Receiving and Processing Station (IRPS) также находится в Дубае.
- Существует возможность приёма изображений со спутника на станции, расположенные на площадках, не принадлежащих владельцу аппарата.

Предполагается использовать снимки со спутника для продажи заинтересованным государственным и частным заказчикам.